# Aledo (kommun)
Aledo är en kommun i Spanien.Den ligger i den autonoma regionen Murcia i södra delen av landet, 300 km sydost om huvudstaden Madrid. Antalet invånare är 1 108 (2024). Arean är 49,54 kvadratkilometer. Aledo gränsar till Totana och Lorca. 